# Гречищев, Александр Владимирович
Алекса́ндр Влади́мирович Гречи́щев (род. 12 июня 1976, Егорьевск, Московская область) — глава городского округа Егорьевск (2016—2021), глава городского округа Коломна.

## Биография
Александр Владимирович Гречищев окончил Московский институт коммунального хозяйства и строительства в 2001 году (специальность: инженер-строитель), позднее — ФГБОУ ВПО «Российская академия народного хозяйства и государственной службы при Президенте Российской Федерации» (специальность — государственное и муниципальное управление).
С 1996 года по 2009 работал в ЗАО «Дорпрогресс — Егорьевск». С 2003 по 2009 был начальником РДУ № 6 ГУ МО «Управление автомобильных дорог Московской области „Мосавтодор“».
Решением Совета депутатов Егорьевского муниципального района от 10.04.2009 года № 175/19 назначен Руководителем администрации Егорьевского муниципального района. 23 декабря 2013 года был избран на должность Главы Егорьевского муниципального района (набрал на выборах 58,51 %). В начале 2016 года решением Совета депутатов Егорьевского муниципального района от 2 февраля 2016 года № 441/42 «О переименовании Главы Егорьевского муниципального района» должность Главы Егорьевского муниципального района переименована в Глава городского округа Егорьевск.
Александр Гречищев был избран главой городского округа единогласным решением Совета депутатов 13 ноября 2018 года на срок 5 лет. Торжественная церемония вступления в должность (инаугурация) состоялась 20 ноября 2018 года.
За 8 лет его управления была благоустроена Соборная площадь, улица Советская, улица Александра Невского, Набережная, с Советской улицы были убраны заборы, был заново благоустроен самый большой парк города «Парк 200-летия Егорьевску» в 3 микрорайоне. Был построен Егорьевский медицинский колледж (филиал МОМК № 3), возведен ФОК с бассейном «Гуслица» в 6 микрорайоне, построены несколько детский садов, благоустроенны дворовые территории. Но при этом разрушены здания Земской управы, находятся в аварийном состоянии здание 139-го Моршанского полка и Бардыгинского клуба.
7 октября 2021 года ушёл в отставку с поста главы городского округа Егорьевска и по предложению депутата Государственной Думы Никиты Чаплина занял аналогичный пост в Коломне.
19 ноября 2021 года избран Советом депутатов городского округа Коломна главой городского округа Коломна.